# Lyophyllum macrosporum
Lyophyllum macrosporum är en svampart som tillhör divisionen basidiesvampar, och som beskrevs av Rolf Singer. Lyophyllum macrosporum ingår i släktet Lyophyllum, och familjen Lyophyllaceae. Arten har ej påträffats i Sverige.